# Principato vescovile di Eichstätt

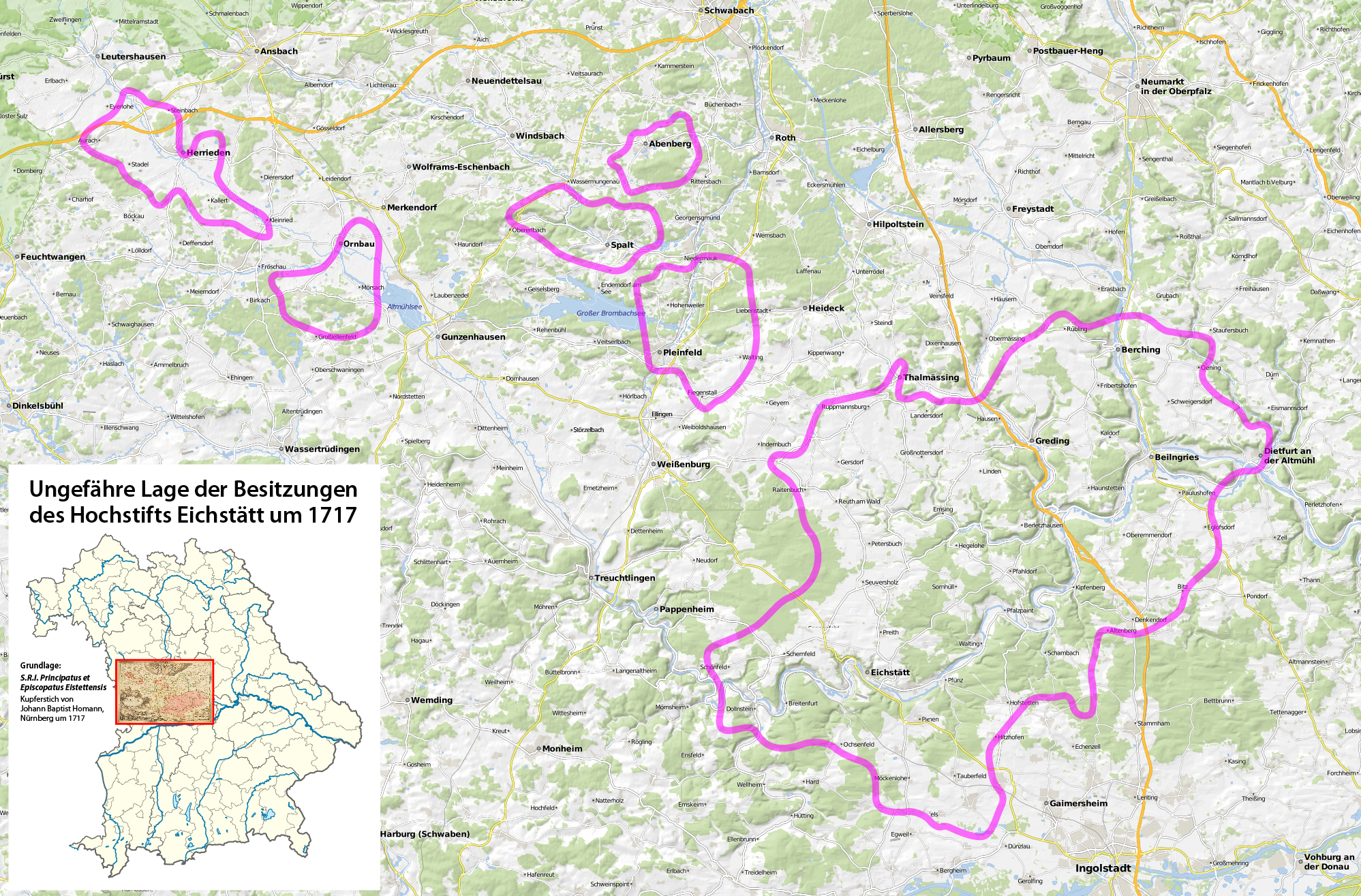
Mappa del principato vescovile di Eichstätt nel XVIII secolo.

Il principato vescovile di Eichstätt (in tedesco: Hochstift Eichstätt) formava in passato uno stato del Sacro Romano Impero. I vescovi di Eichstätt ottennero l'immediatezza imperiale come signori temporali del principato episcopale in seguito ad un accordo con la casa ducale di Wittelsbach intorno all'anno 1305. La sede del principato era a Eichstätt.
I confini del principato e della diocesi di Eichstätt non coincidevano. Entro il perimetro della diocesi, suffraganea della provincia ecclesiastica di Magonza, l'autorità amministrativa e politica del vescovo si estendeva su gran parte della zona nord-occidentale del ducato di Baviera, fino al confine con la Franconia.
Nel 1803 la Reichsdeputationshauptschluss pose fine al potere temporale dei vescovi di Eichstätt e il loro territorio cadde nelle mani dell'elettorato di breve durata di Salisburgo. Il nuovo Regno di Baviera acquisì questo stato nel 1805 con la pace di Presburgo. Dopo il Congresso di Vienna, nel 1817, il re lo istituì come principato di Eichstätt in favore di Eugène de Beauharnais, suo genero.